# Судно подвійної дії

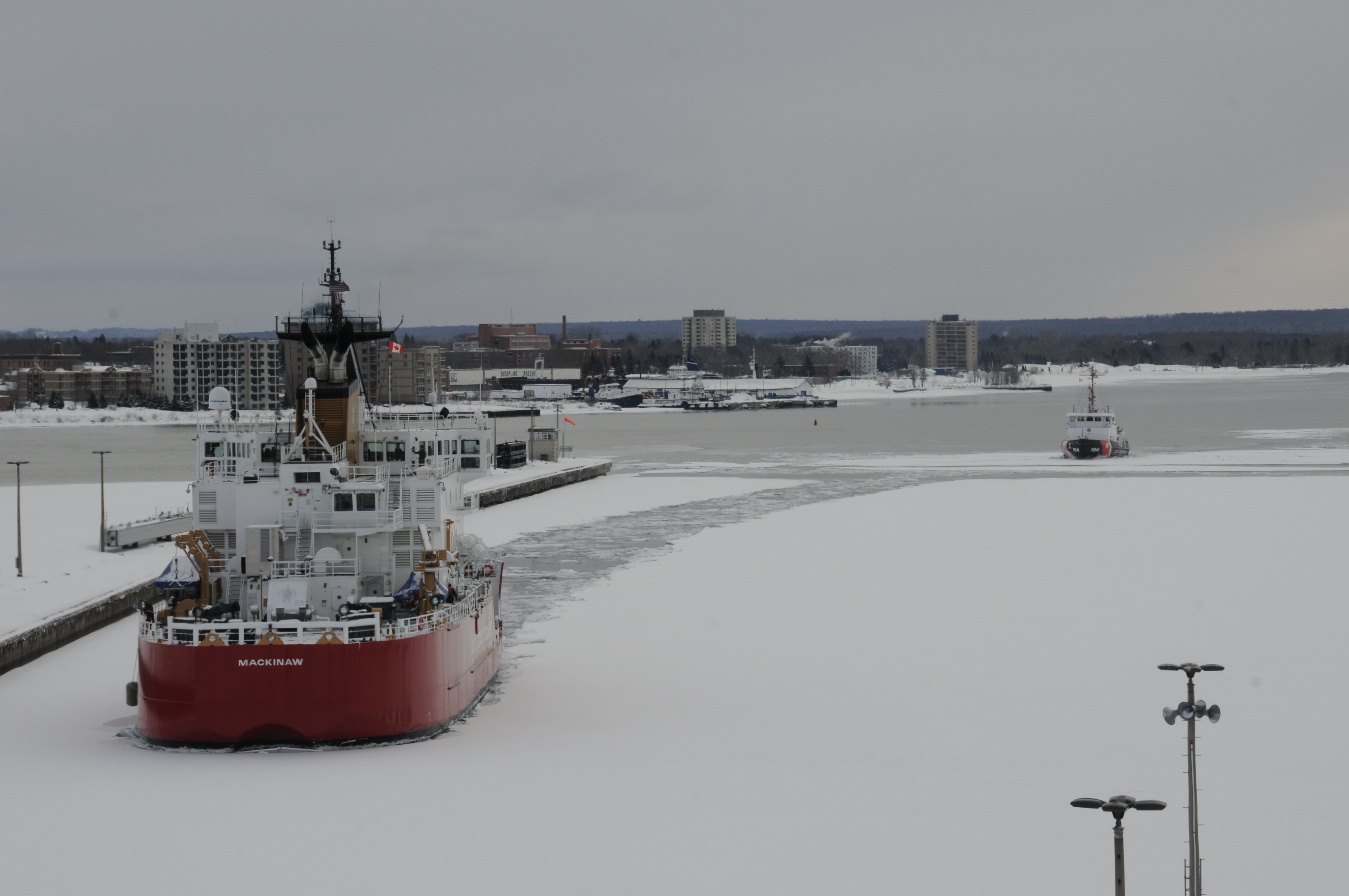
USCGC Mackinaw розбиває лід кормою першим

Судно подвійної дії (англ. Double acting ship) — тип криголамного судна, призначеного для руху вперед у відкритій воді та тонкому льоду, але розвертається та прямує назад (назад) у важких льодових умовах. Таким чином, судно може працювати самостійно в суворих льодових умовах без допомоги криголама, але зберігає кращі характеристики на відкритій воді, ніж традиційні криголамні судна.
Судна подвійної дії, що перевозять рідкі вантажі, зазвичай називають танкерами подвійної дії. На початку 1990-х років арктичний технологічний центр Kværner Masa-Yards (MARC) розробив концепцію транспортування нафти між російською Арктикою та Європою, і перший танкер подвійної дії, фінський нафтовий танкер Tempera, був доставлений у 2002 році.

## Історія
На початку 1990-х років дослідження, проведені Kvaerner Masa-Yards, показали, що ефективність судна у відкритій воді є таким же важливим фактором, як і його здатність працювати в складних льодових умовах при транспортуванні нафти з російської Арктики до Європи. Це було пов'язано з тим, що на прямому маршруті 90 % часу проводилося б у відкритій воді. Пряме самостійне транспортування за допомогою судна, здатного плавати як у льоду, так і у відкритій воді, також виявилося більш економічною альтернативою порівняно з перевалкою, тобто використанням різних суден на різних ділянках шляху або звичайних суден, які покладаються на допомогу криголама.
Попри те, що криголамні вантажні кораблі будували в минулому, форми їх корпусів завжди були компромісом між продуктивністю у відкритій воді та криголамною здатністю. Хороший криголамний ніс, призначений для руйнування льоду шляхом згинання його під вагою судна, має дуже погані характеристики на відкритій воді та піддається ударам у важку погоду. Однак гідродинамічно ефективний цибулинний лук значно підвищує опір льоду, що робить його непридатним для криголамів. У результаті загальна ефективність криголамних суден на 20–40 % менша, ніж у хороших суден відкритого плавання аналогічного розміру, головним чином через форму носа.

## Розробка
Через обмеження традиційних силових установок концепція корабля подвійної дії не розглядалася серйозно до розробки електричних гоночних силових установок, які поєднують переваги дизель-електричної силової установки, яка вже широко використовується на криголамах, із чудовою маневреністю азимутальних двигунів. Спочатку розроблений як співпраця між міжнаціональною корпорацією електрообладнання ABB Group і фінською суднобудівною компанією Masa-Yards наприкінці 1980-х років, новий силовий агрегат став відомий як Азипод (швидка версія від «азимутального підрулювача» та «гоночного двигуна»), який сьогодні є торговою маркою ABB Group.

## Кораблі подвійної дії
Перше криголамне судно подвійної дії, оснащений Азиподом річковий криголам Röthelstein, було доставлено в 1995 році. Судно було сконструйовано так, щоб під час руху за кормою розбивати крижані хребти глибше, ніж осадка судна. За ним пішли криголамні платформи постачання Arcticaborg і Antarcticaborg, поставлені в 1998 році, які були першими суднами, які повністю використовували концепцію корабля подвійної дії, маючи носову частину, розроблену для роботи у відкритій воді та в умовах слабкого льоду. Судна були спроєктовані таким чином, щоб бути здатними розбивати рівний лід товщиною до одного метра під час руху за кормою та, за допомогою двох блоків Азипод, проникати через крижані хребти, які в Каспійському морі іноді досягають морського дна.
Норвезька берегова охорона керує морським патрульним судном подвійної дії KV Svalbard, побудованим у 2002 році та оснащеним двома силовими установками Azipod потужністю 5 МВт. 9 липня 2007 року Канадська телерадіомовна корпорація повідомила, що прем'єр-міністр Канади Стівен Харпер оголосив, що Канада побудує шість-вісім патрульних кораблів на Шпіцбергені. Однак після оголошення дизайн корабля подвійної дії, обладнаного Azipod, змінився на більш традиційну версію з приводом від вала.

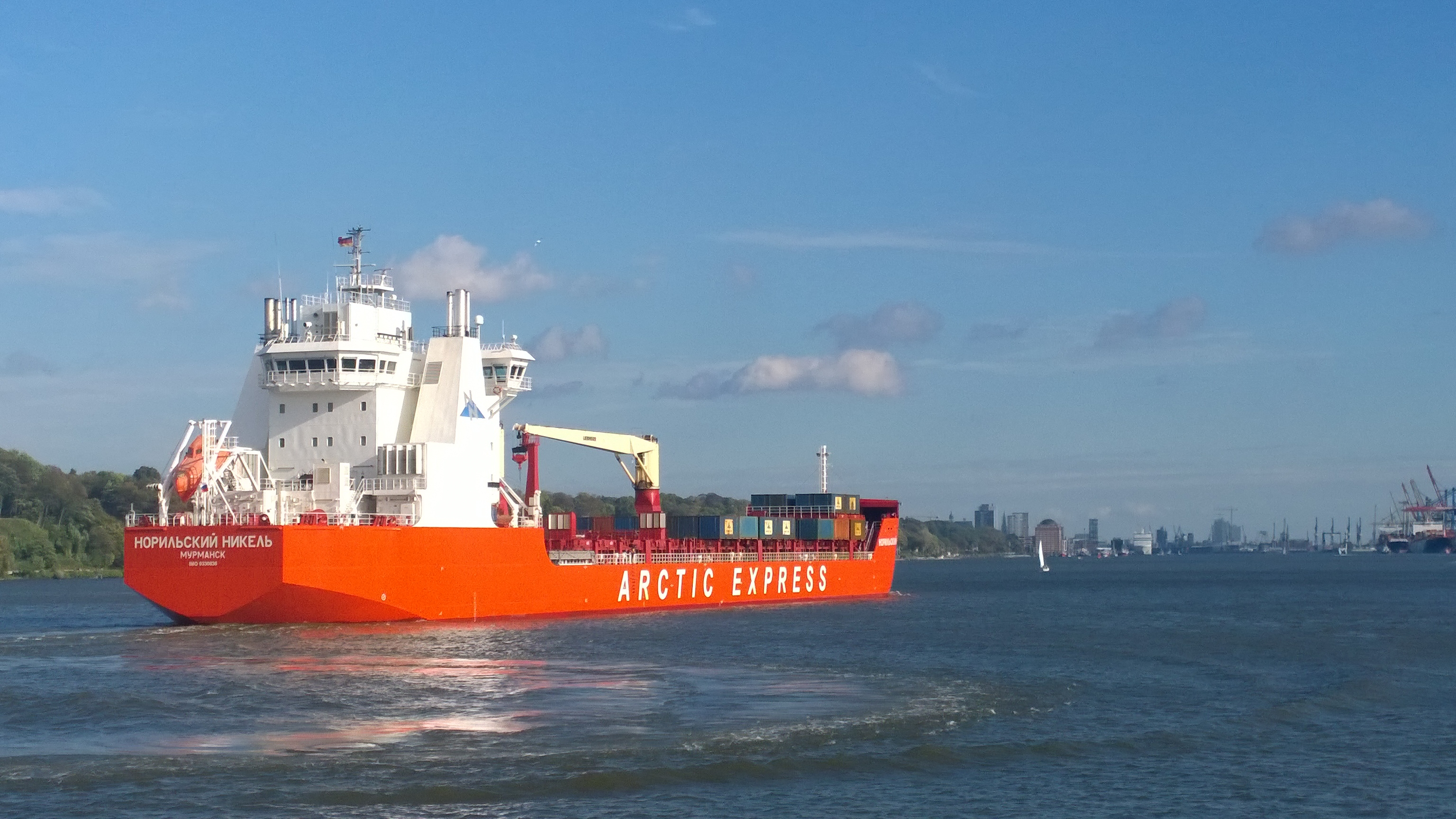
Вантажне судно подвійної дії «Aker ACS 650» побудови 2006 року з допоміжним містком для кормової роботи

Наступне покоління кораблів подвійної дії з'явилося, коли російська гірничодобувна компанія «Норильський нікель» замовила прототип серії з 14,500 DWT. Arctic general cargo/container ships призначений для заміни старіючого флоту арктичних вантажних суден типу SA-15, які були побудовані у Фінляндії в 1980-х роках. На відміну від танкерів, судно льодового класу Arc7 було спроєктовано таким чином, щоб мати чудову криголамну здатність, на швидкості 2 вузли в рівному льоду товщиною 1,5 метра, як попереду, так і за кормою. Судно «Норільський нікель» було доставлено з верфі Хієталахті у 2006 році та продемонструвало перевершення очікувань під час льодових випробувань в Єнісейській затоці.